# Остаци ранохришћанске базилике (Бањица)
Ранохришћанска базилика је откривена на археолошком локалитету који се налази у месту Бањица, општина Исток, на Бањском брду, подручју које је богато термалним водама. Сматра се да је период градње 500—600. година.
На овом налазишту је откривен сакрални комплекс који чине крипта са две озидане гробнице и гробницом покривеном плочама. Од покретних налаза откривени су деловим рисмке аре посвећене Силвану, део стеле са кантаросом и две гране лозе и римски новац из времена Констанција II. Претпоставља се да је овде сахрањивано локално становништво из насеља које се налазило у непосредној близини.